# 伯格爾峰
伯格爾峰（英語：Boeger Peak）是南極洲的山峰，位於瑪麗伯德地，處於里奇滿峰以西4公里，海拔高度3,070米，美國地質調查局根據測量和美國海軍拍攝的空中照片繪入地圖，現時由南極條約體系管理。